# Lockheed AC-130
Il Lockheed AC-130, noto anche come Angelo della Morte (Death Angel), è un quadrimotore a turboelica impiegato come cannoniera volante pesantemente armata per l'attacco al suolo, in servizio presso l'United States Air Force dalla fine degli anni sessanta fino ai giorni nostri. L'aereo è una variante del C-130 da trasporto costruito dalla Lockheed e viene convertito dalla Boeing in cannoniera.
Il velivolo è in dotazione solo all'USAF che lo ha impiegato nella guerra del Vietnam e nella guerra del Golfo, dove peraltro uno di questi aerei è stato abbattuto. Durante la guerra del Vietnam furono persi 6 AC 130.
Attualmente sono in servizio due versioni denominate AC-130H Spectre e AC-130U Spooky. Gli armamenti di bordo sono di diverso tipo e variano da un cannone Gatling da 20 mm fino a un obice da 105 mm. L'equipaggio è composto da dodici o tredici persone, tra cui 5 sono ufficiali (due piloti, navigatore, ufficiale addetto alla guerra elettronica e direttore del tiro) affiancati da altri membri dell'equipaggio che ricoprono i ruoli di tecnico di bordo, operatori alle console elettroniche e armieri.
Le cannoniere AC-130 vengono utilizzate per il Close Air Support (CAS), l'interdizione aerea e per la protezione delle forze. Il ruolo CAS consiste nel supporto alle forze di terra, scorta ai convogli e operazioni nelle aree urbane. Le missioni di interdizione aerea sono condotte contro obiettivi pre pianificati in profondità o contro bersagli di opportunità. Le missioni di “force protection” includono la difesa delle basi aeree e di altre installazioni. Le squadriglie di AC 130 sono basate a Hurlburt Field nel nord-ovest della Florida e sono parte dell'Air Force Special Operations Command (AFSOC), parte dello Special Operations Command (SOCOM).

## Storia

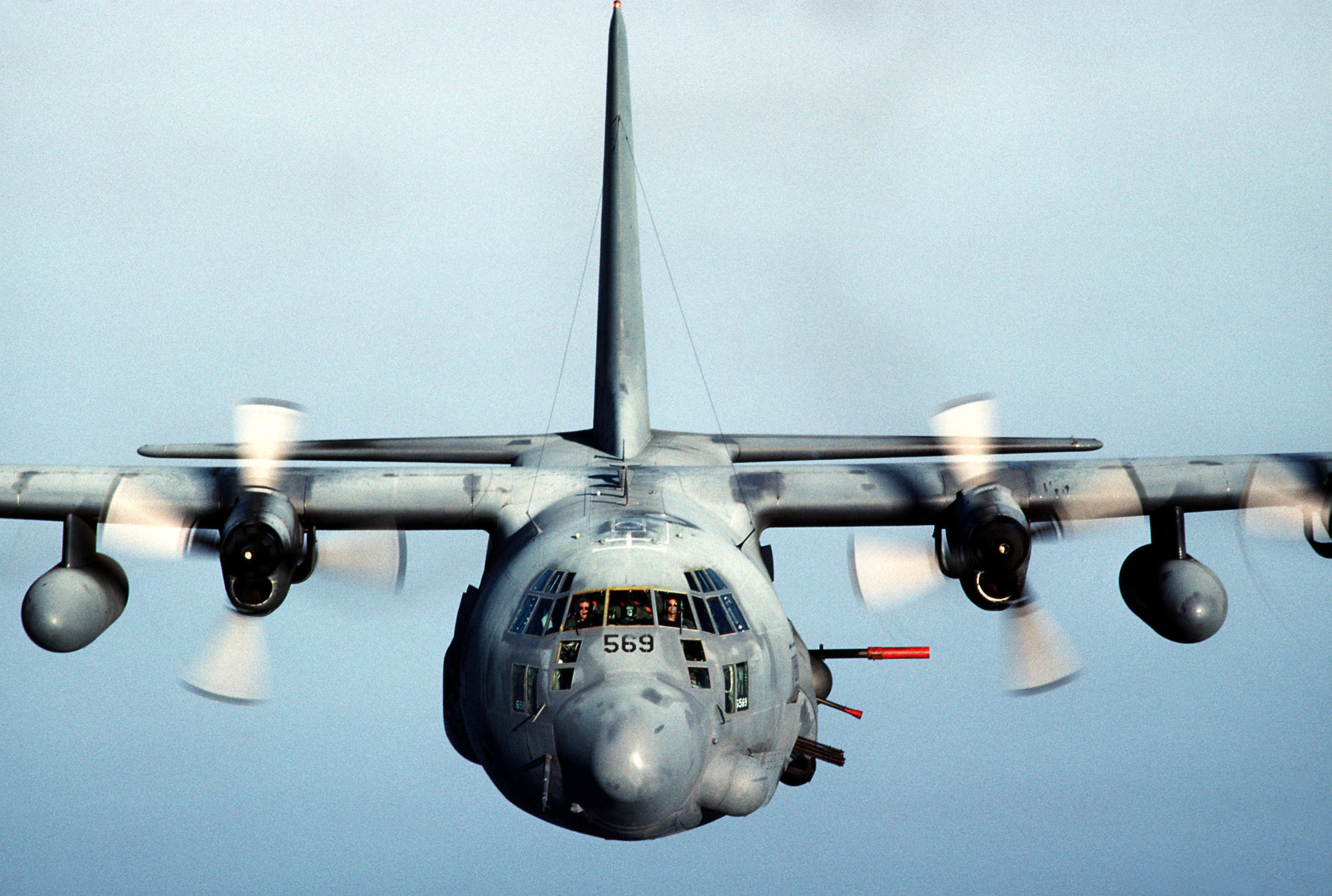
AC-130H Spectre Hurlburt Field, Florida

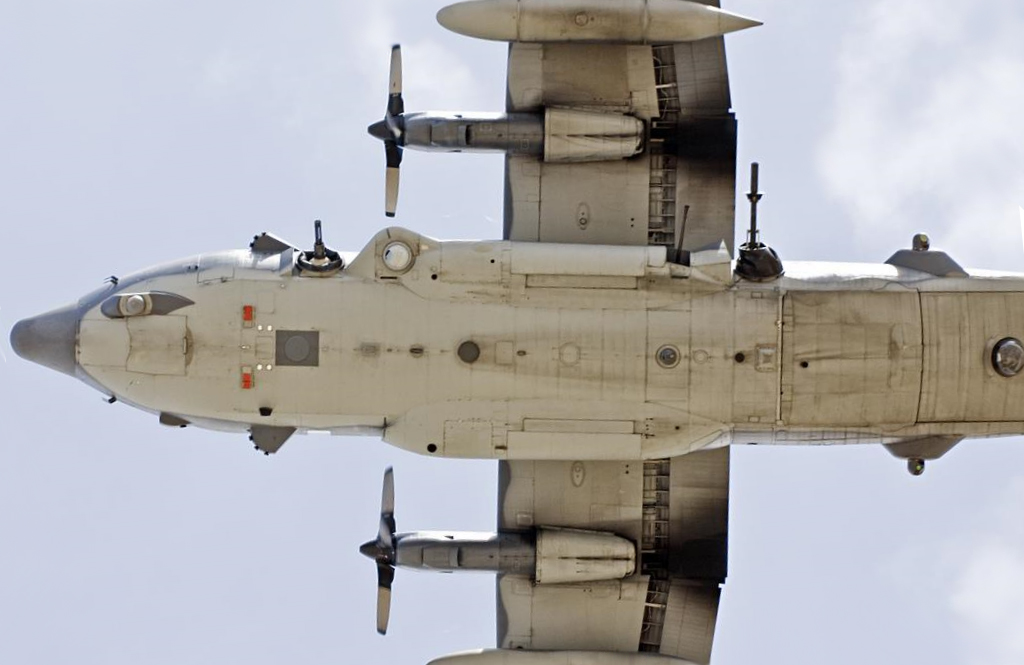
AC-130 visto dal basso con le tre canne da fuoco.

Durante la Guerra del Vietnam, fu selezionato il C-130 Hercules per rimpiazzare l'AC-47 Gunship I (derivato dal C-47 Skytrain e noto come Spooky o Puff the Magic Dragon) grazie alla sua maggiore autonomia e capacità di trasportare munizioni.
Nel 1967, il velivolo JC-130A USAF 54-1626 fu selezionato per la conversione al prototipo di cannoniera AC-130A. Le modifiche vennero introdotte in quell'anno presso la Wright-Patterson Air Force Base, dalla Aeronautical Systems Division. Venne installato al portellone anteriore un sistema a visione diretta night vision telescope, un precursore dei moderni forward looking infrared (FLIR) nella parte anteriore del carrello sinistro e sul lato sinistro alcuni cannoni Gatling fissi puntati verso il basso e all'indietro. Il Wing Commander dell'USAF realizzò manualmente presso il laboratorio avionico della base, un prototipo del sistema di calcolo e controllo analogico per il tiro. Le prove in volo con il prototipo si svolsero inizialmente presso la base Eglin Air Force Base, seguite da ulteriori modifiche e campagne di prova. Nel mese di settembre 1967, l'aereo venne certificato “pronto al combattimento” e inviato in volo alla base Nha Trang Air Base, nel Vietnam del sud, per seguire un programma di test per 90 giorni. In seguito ai successi registrati durante le prove, venne costruito un piccolo numero di AC-130A equipaggiati in modo similare e con un sistema di controllo del tiro prodotto in serie. La cannoniera 54-1626 originale è esposta al museo dell'USAF.